# Лечан
Лечан (кит. спр. 乐昌市, піньїнь: Lèchāng Shì) — місто-повіт в південнокитайській провінції Гуандун, складова міста Шаоґуань.

## Географія
Лечан лежить у горах Наньлін.

### Клімат
Місто знаходиться у зоні, котра характеризується вологим субтропічним кліматом. Найтепліший місяць — липень із середньою температурою 29.7 °C (85.5 °F). Найхолодніший місяць — січень, із середньою температурою 9.6 °С (49.3 °F).
| Клімат Лечана           | Клімат Лечана | Клімат Лечана | Клімат Лечана | Клімат Лечана | Клімат Лечана | Клімат Лечана | Клімат Лечана | Клімат Лечана | Клімат Лечана | Клімат Лечана | Клімат Лечана | Клімат Лечана | Клімат Лечана |
| Показник                | Січ.          | Лют.          | Бер.          | Квіт.         | Трав.         | Черв.         | Лип.          | Серп.         | Вер.          | Жовт.         | Лист.         | Груд.         | Рік           |
| Середня температура, °C | 9,6           | 10,8          | 14,9          | 20            | 24,7          | 27,5          | 29,7          | 29,3          | 26,6          | 22,1          | 16,4          | 11,6          | 20,3          |
| Норма опадів, мм        | 60.4          | 98.8          | 150           | 222.6         | 248.5         | 219           | 120.3         | 136.4         | 92.1          | 73.8          | 58.8          | 45.9          | 1526.6        |
| Днів з опадами          | 13            | 14,8          | 18,1          | 19,3          | 19            | 17,6          | 12,8          | 14,7          | 11,5          | 10,4          | 10,2          | 11            | 172,4         |
| Вологість повітря, %    | 72.8          | 79.8          | 81.2          | 81.3          | 80            | 79.9          | 73.9          | 75.2          | 74.2          | 72.5          | 72            | 70.6          | 76.1          |
| ----------------------- | ------------- | ------------- | ------------- | ------------- | ------------- | ------------- | ------------- | ------------- | ------------- | ------------- | ------------- | ------------- | ------------- |
| Джерело: Weatherbase    |               |               |               |               |               |               |               |               |               |               |               |               |               |